# Вейл (Аризона)
Вейл (англ. Vail) — переписна місцевість (CDP) в США, в окрузі Піма штату Аризона. Населення — 13 604 особи (2020).

## Географія

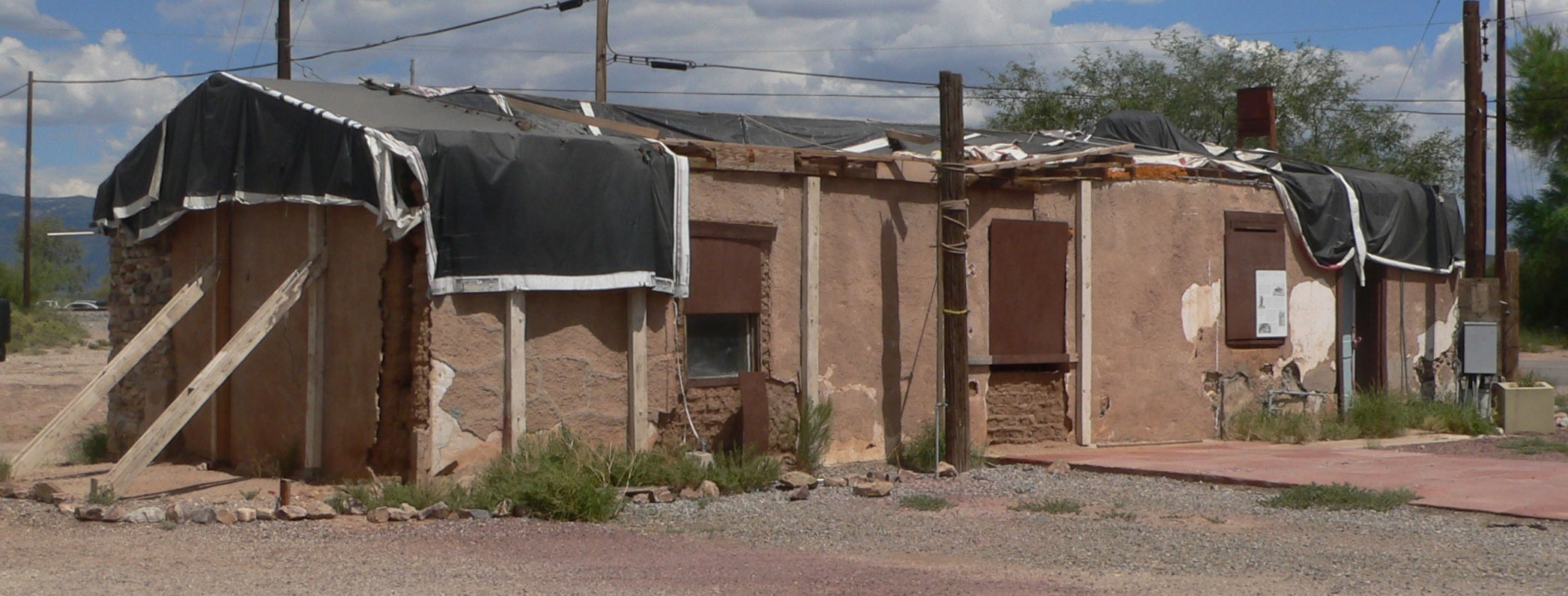
Будівля старої пошти у Вейлі

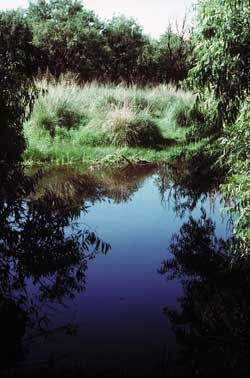
Національний заповідник «Лас-Сінегас»

Вейл розташований за координатами 32°1′19″ пн. ш. 110°41′38″ зх. д. / 32.02194° пн. ш. 110.69389° зх. д. (32.021978, -110.693807).  За даними Бюро перепису населення США в 2010 році переписна місцевість мала площу 58,69 км², уся площа — суходіл.

## Демографія
Згідно з переписом 2010 року, у переписній місцевості мешкало 10 208 осіб у 3440 домогосподарствах у складі 2815 родин. Густота населення становила 174 особи/км².  Було 3754 помешкання (64/км²).
Расовий склад населення:
| - 84,2 % — білих - 3,3 % — чорних або афроамериканців - 2,4 % — азіатів - 0,9 % — корінних американців - 0,1 % — вихідців з тихоокеанських островів - 5,0 % — осіб інших рас |

До двох чи більше рас належало 4,1 %. Частка іспаномовних становила 19,4 % від усіх жителів.
За віковим діапазоном населення розподілялося таким чином: 30,7 % — особи молодші 18 років, 62,0 % — особи у віці 18—64 років, 7,3 % — особи у віці 65 років та старші. Медіана віку мешканця становила 35,5 року. На 100 осіб жіночої статі у переписній місцевості припадало 100,2 чоловіків;  на 100 жінок у віці від 18 років та старших — 99,1 чоловіків також старших 18 років.
Середній дохід на одне домашнє господарство  становив 91 914 долари США (медіана — 81 894), а середній дохід на одну сім'ю — 94 803 долари (медіана — 82 519). Медіана доходів становила 58 685 доларів для чоловіків та 45 950 доларів для жінок. За межею бідності перебувало 8,3 % осіб, у тому числі 12,8 % дітей у віці до 18 років та 1,8 % осіб у віці 65 років та старших.
Цивільне працевлаштоване населення становило 4970 осіб. Основні галузі зайнятості: освіта, охорона здоров'я та соціальна допомога — 24,0 %, публічна адміністрація — 15,1 %, науковці, спеціалісти, менеджери — 10,9 %, виробництво — 9,1 %.